# You Energy Volley 2023-2024
Questa voce raccoglie le informazioni riguardanti la You Energy Volley nelle competizioni ufficiali della stagione 2023-2024.

## Stagione
Nella stagione 2023-24 la You Energy Volley assume la denominazione sponsorizzata di Gas Sales Bluenergy Piacenza nelle competizioni nazionali e Gas Sales Daiko Piacenza in quelle internazionali.
Disputa la Supercoppa italiana: viene eliminata nelle semifinali, sconfitta dalla Lube.
Partecipa per la quinta volta alla Superlega: chiude la regular season di campionato al terzo posto in classifica, qualificandosi per i play-off scudetto, dove viene sconfitta nei quarti di finale dalla Powervolley Milano. Accede quindi ai play-off 5º posto, arrivando fino in semifinale, venendo battuta dalla Lube.
A seguito del terzo posto in classifica al termine del girone di andata, si qualifica per la Coppa Italia, uscendo ai quarti di finale a seguito della sconfitta contro la Powervolley Milano.
I risultati ottenuti nella stagione 2022-23 consentono alla You Energy di disputare la Champions League; concluso il girone al primo posto, nella fase a eliminazione viene eliminata nei quarti di finale dallo Jastrzębski Węgiel, a seguito della vittoria in casa per 3-2 e della sconfitta in trasferta per 3-0 e quindi per un minor numero di punti conquistati rispetto agli avversari.

## Organigramma societario
Area direttiva
- Presidente: Elisabetta Curti
- Vicepresidente: Giuseppe Bongiorni
- Amministratore: Isabella Cocciolo
- Segreteria generale: Luca Rigolon
- Direttore generale: Hristo Zlatanov
- Direttore sportivo: Alessandro Fei
- Amministrazione: Enrica Cò
- Responsabile logistica: Aldo Binaghi
- Consulente legale: Luca Tosini
- Responsabile palasport: Giovanni D'Ancona
- Sicurezza palasport: Vittorino Francani
- Direttore tecnico: Ninni De Nicolo

Area tecnica
- Allenatore: Andrea Anastasi
- Allenatore in seconda: Antonio Valentini
- Assistente allenatore: Matteo Bologna
- Scout man: Gabriele Antola

Area comunicazione
- Ufficio stampa: Vincenzo Bosco
- Assistente digital: Matteo Ghizzoni
- Speaker: Nicola Gobbi
- Social media manager: Tancredi Cattone

Area marketing
- Ufficio marketing: Dakal Mussa, Monica Uccelli, Francesca Fasano
- Responsabile area commerciale: Bruno Capocaccia, Dakal Mussa

Area sanitaria
- Medico: Carlo Segalini
- Preparatore atletico: Davide Grigoletto
- Fisioterapista: Riccardo Anfosso
- Osteopata: Giovanni Berzioli

## Rosa
| N° | Nome               | Ruolo | Data di nascita  | Nazionalità sportiva |
| -- | ------------------ | ----- | ---------------- | -------------------- |
| 2  | Nicolò Hoffer      | L     | 6 maggio 2000    | Italia               |
| 3  | Francesco Recine   | S     | 7 febbraio 1999  | Italia               |
| 4  | Fabrizio Gironi    | S     | 18 marzo 2000    | Italia               |
| 5  | Roamy Alonso       | C     | 24 luglio 1997   | Cuba                 |
| 6  | Antoine Brizard    | P     | 22 maggio 1994   | Francia              |
| 8  | Ricardo Lucarelli  | S     | 14 febbraio 1992 | Brasile              |
| 9  | Yoandy Leal        | S     | 31 agosto 1988   | Brasile              |
| 10 | Leonardo Scanferla | L     | 4 dicembre 1998  | Italia               |
| 12 | Fabio Ricci        | C     | 11 luglio 1994   | Italia               |
| 13 | Robertlandy Simón  | C     | 11 giugno 1987   | Cuba                 |
| 15 | Robbert Andringa   | S     | 28 aprile 1990   | Paesi Bassi          |
| 17 | Yuri Romanò        | O     | 26 luglio 1997   | Italia               |
| 18 | Edoardo Caneschi   | C     | 26 gennaio 1997  | Italia               |
| 19 | Bruno Dias         | P     | 25 luglio 2003   | Portogallo           |

## Mercato
| Acquisti | Acquisti         | Acquisti    | Acquisti   |
| R.       | Nome             | da          | Modalità   |
| -------- | ---------------- | ----------- | ---------- |
| S        | Robbert Andringa | AZS Olsztyn | definitivo |
| P        | Bruno Dias       | Esmoriz     | definitivo |
| C        | Fabio Ricci      | Emma Villas | definitivo |

| Cessioni | Cessioni        | Cessioni             | Cessioni   |
| R.       | Nome            | a                    | Modalità   |
| -------- | --------------- | -------------------- | ---------- |
| S        | Luka Bašić      | Saturnia Acicastello | definitivo |
| C        | Enrico Cester   | Green Galatone       | definitivo |
| P        | Freek de Weijer | Dynamo Apeldoorn     | definitivo |

## Risultati

### Superlega

#### Girone di andata
| 1ª giornata - 22 ottobre 2023 PalaBanca, Piacenza       | You Energy         | 3 - 0 | Padova               | 25-21, 25-19, 25-16               |
| 2ª giornata - 29 ottobre 2023 Palalido, Milano          | Powervolley Milano | 0 - 3 | You Energy           | 23-25, 21-25, 23-25               |
| 3ª giornata - 5 novembre 2023 PalaBanca, Piacenza       | You Energy         | 3 - 0 | Saturnia Acicastello | 25-17, 33-31, 25-17               |
| 4ª giornata - 11 novembre 2023 PalaTrento, Trento       | Trentino           | 3 - 1 | You Energy           | 26-24, 25-19, 16-25, 25-18        |
| 5ª giornata - 15 novembre 2023 PalaBanca, Piacenza      | You Energy         | 3 - 1 | Cisterna             | 25-13, 27-25, 23-25, 25-20        |
| 6ª giornata - 19 novembre 2023 PalaEvangelisti, Perugia | Sir Safety Perugia | 3 - 2 | You Energy           | 21-25, 20-25, 25-18, 26-24, 20-18 |
| 7ª giornata - 26 novembre 2023 Arena di Monza, Monza    | Milano             | 3 - 2 | You Energy           | 22-25, 25-21, 19-25, 25-20, 15-12 |
| 8ª giornata - 3 dicembre 2023 PalaBanca, Piacenza       | You Energy         | 3 - 0 | Verona               | 27-25, 25-23, 25-20               |
| 9ª giornata - 8 dicembre 2023 PalaMazzola, Taranto      | Prisma Taranto     | 1 - 3 | You Energy           | 25-19, 20-25, 18-25, 16-25        |
| 10ª giornata - 17 dicembre 2023 PalaBanca, Piacenza     | You Energy         | 2 - 3 | Lube                 | 27-29, 20-25, 25-21, 25-22, 10-15 |
| 11ª giornata - 26 dicembre 2023 PalaPanini, Modena      | Modena             | 0 - 3 | You Energy           | 20-25, 19-25, 21-25               |

#### Girone di ritorno
| 12ª giornata - 30 dicembre 2023 PalaSanLazzaro, Padova                    | Padova               | 1 - 3 | You Energy         | 26-24, 21-25, 19-25, 18-25        |
| 13ª giornata - 6 gennaio 2024 PalaBanca, Piacenza                         | You Energy           | 3 - 2 | Powervolley Milano | 25-23, 21-25, 19-25, 25-19, 15-13 |
| 14ª giornata - 14 gennaio 2024 PalaCatania, Catania                       | Saturnia Acicastello | 1 - 3 | You Energy         | 21-25, 25-23, 17-25, 23-25        |
| 15ª giornata - 21 gennaio 2024 PalaBanca, Piacenza                        | You Energy           | 1 - 3 | Trentino           | 18-25, 25-19, 16-25, 15-25        |
| 16ª giornata - 24 gennaio 2024 Palazzetto dello Sport, Cisterna di Latina | Cisterna             | 3 - 1 | You Energy         | 23-25, 25-23, 25-22, 25-19        |
| 17ª giornata - 4 febbraio 2024 PalaBanca, Piacenza                        | You Energy           | 3 - 1 | Sir Safety Perugia | 18-25, 25-22, 25-17, 25-18        |
| 18ª giornata - 10 febbraio 2024 PalaBanca, Piacenza                       | You Energy           | 2 - 3 | Milano             | 21-25, 25-19, 23-25, 25-20, 11-15 |
| 19ª giornata - 14 febbraio 2024 PalaOlimpia, Verona                       | Verona               | 3 - 1 | You Energy         | 25-22, 25-15, 20-25, 25-21        |
| 20ª giornata - 17 febbraio 2024 PalaBanca, Piacenza                       | You Energy           | 2 - 3 | Prisma Taranto     | 23-25, 25-21, 21-25, 29-27, 13-15 |
| 21ª giornata - 25 febbraio 2024 PalaCivitanova, Civitanova Marche         | Lube                 | 0 - 3 | You Energy         | 21-25, 27-29, 22-25               |
| 22ª giornata - 3 marzo 2024 PalaBanca, Piacenza                           | You Energy           | 3 - 1 | Modena             | 25-23, 24-26, 25-17, 25-15        |

#### Play-off scudetto
| Quarti di finale (gara 1) - 6 marzo 2024 PalaBanca, Piacenza  | You Energy         | 2 - 3 | Powervolley Milano | 25-20, 21-25, 25-19, 22-25, 10-15 |
| Quarti di finale (gara 2) - 10 marzo 2024 Palalido, Milano    | Powervolley Milano | 1 - 3 | You Energy         | 25-22, 20-25, 21-25, 14-25        |
| Quarti di finale (gara 3) - 16 marzo 2024 PalaBanca, Piacenza | You Energy         | 3 - 2 | Powervolley Milano | 25-22, 23-25, 17-25, 31-29, 15-12 |
| Quarti di finale (gara 4) - 24 marzo 2024 Palalido, Milano    | Powervolley Milano | 3 - 2 | You Energy         | 28-30, 25-27, 25-23, 27-25, 15-6  |
| Quarti di finale (gara 5) - 27 marzo 2024 PalaBanca, Piacenza | You Energy         | 0 - 3 | Powervolley Milano | 21-25, 21-25, 22-25               |

#### Play-off 5º posto
| 1ª giornata - 3 aprile 2024 Palazzetto dello Sport, Cisterna di Latina | Cisterna   | 1 - 3 | You Energy | 21-25, 25-18, 15-25, 20-25        |
| 2ª giornata - 14 aprile 2024 PalaBanca, Piacenza                       | You Energy | 3 - 2 | Verona     | 25-20, 23-25, 25-27, 25-16, 15-8  |
| 3ª giornata - 7 aprile 2024 PalaBanca, Piacenza                        | You Energy | 3 - 1 | Modena     | 25-15, 20-25, 25-16, 25-23        |
| 4ª giornata - 17 aprile 2024 PalaSanLazzaro, Padova                    | Padova     | 0 - 3 | You Energy | 20-25, 21-25, 19-25               |
| 5ª giornata - 17 aprile 2024 PalaBanca, Piacenza                       | You Energy | 1 - 3 | Lube       | 14-25, 22-25, 25-20, 21-25        |
| Semifinali - 22 aprile 2024 PalaBanca, Piacenza                        | You Energy | 2 - 3 | Lube       | 18-25, 24-26, 25-21, 27-25, 12-15 |

### Coppa Italia
| Quarti di finale - 3 gennaio 2024 PalaBanca, Piacenza | You Energy | 2 - 3 | Powervolley Milano | 16-25, 25-20, 21-25, 25-22, 20-22 |

### Supercoppa italiana
| Semifinale - 31 ottobre 2023 Biella Forum, Biella | You Energy | 0 - 3 | Lube | 22-25, 16-25, 18-25 |

### Champions League

#### Fase a gironi
| 1ª giornata - 22 novembre 2023 PalaBanca, Piacenza            | You Energy     | 1 - 3 | Halkbank       | 19-25, 18-25, 25-19, 21-25 |
| 2ª giornata - 30 novembre 2023 Pavilhão da Luz Nº 1, Lisbona  | Benfica        | 1 - 3 | You Energy     | 21-25, 23-25, 25-22, 23-25 |
| 3ª giornata - 13 dicembre 2023 PalaBanca, Piacenza            | You Energy     | 3 - 1 | Charlottenburg | 25-23, 25-22, 22-25, 25-19 |
| 4ª giornata - 20 dicembre 2023 PalaBanca, Piacenza            | You Energy     | 3 - 0 | Benfica        | 30-28, 25-21, 28-26        |
| 5ª giornata - 10 gennaio 2024 Başkent Voleybol Salonu, Ankara | Halkbank       | 0 - 3 | You Energy     | 19-25, 23-25, 19-25        |
| 6ª giornata - 17 gennaio 2024 Max-Schmeling-Halle, Berlino    | Charlottenburg | 0 - 3 | You Energy     | 15-25, 23-25, 19-25        |

#### Fase a eliminazione diretta
| Quarti di finale (andata) - 21 febbraio 2024 PalaBanca, Piacenza              | You Energy         | 3 - 2 | Jastrzębski Węgiel | 19-25, 30-28, 25-16, 22-25, 15-11 |
| Quarti di finale (ritorno) - 28 febbraio 2024 Hala Sportowa, Jastrzębie-Zdrój | Jastrzębski Węgiel | 3 - 0 | You Energy         | 25-22, 26-24, 25-21               |

## Statistiche

### Statistiche di squadra
| Competizione        | Punti | In casa | In casa | In casa | In trasferta | In trasferta | In trasferta | Totale | Totale | Totale |
| Competizione        | Punti | G       | V       | P       | G            | V            | P            | G      | V      | P      |
| ------------------- | ----- | ------- | ------- | ------- | ------------ | ------------ | ------------ | ------ | ------ | ------ |
| Superlega           | 43/11 | 18      | 10      | 8       | 15           | 9            | 6            | 33     | 19     | 14     |
| Coppa Italia        | -     | 1       | 0       | 1       | 0            | 0            | 0            | 1      | 0      | 1      |
| Supercoppa italiana | -     | -       | -       | -       | -            | -            | -            | 1      | 0      | 1      |
| Champions League    | 15    | 4       | 3       | 1       | 4            | 3            | 1            | 8      | 6      | 2      |
| Totale              | -     | 23      | 13      | 10      | 19           | 12           | 7            | 43     | 25     | 18     |

G = partite giocate; V = partite vinte; P = partite perse

### Statistiche dei giocatori
| Giocatore    | Superlega | Superlega | Superlega | Superlega | Superlega | Coppa Italia | Coppa Italia | Coppa Italia | Coppa Italia | Coppa Italia | Supercoppa italiana | Supercoppa italiana | Supercoppa italiana | Supercoppa italiana | Supercoppa italiana | Champions League | Champions League | Champions League | Champions League | Champions League | Totale | Totale | Totale | Totale | Totale |
| Giocatore    | P         | PT        | AV        | MV        | BV        | P            | PT           | AV           | MV           | BV           | P                   | PT                  | AV                  | MV                  | BV                  | P                | PT               | AV               | MV               | BV               | P      | PT     | AV     | MV     | BV     |
| ------------ | --------- | --------- | --------- | --------- | --------- | ------------ | ------------ | ------------ | ------------ | ------------ | ------------------- | ------------------- | ------------------- | ------------------- | ------------------- | ---------------- | ---------------- | ---------------- | ---------------- | ---------------- | ------ | ------ | ------ | ------ | ------ |
| R. Alonso    | 8         | 28        | 21        | 7         | 0         | 1            | 3            | 2            | 1            | 0            | 1                   | 0                   | 0                   | 0                   | 0                   | 4                | 26               | 21               | 5                | 0                | 14     | 57     | 44     | 13     | 0      |
| R. Andringa  | 30        | 14        | 10        | 2         | 2         | 1            | 1            | 1            | 0            | 0            | 1                   | 0                   | 0                   | 0                   | 0                   | 7                | 6                | 4                | 1                | 1                | 39     | 21     | 15     | 3      | 3      |
| A. Brizard   | 33        | 113       | 45        | 42        | 26        | 1            | 4            | 0            | 0            | 4            | 1                   | 0                   | 0                   | 0                   | 0                   | 8                | 32               | 13               | 13               | 6                | 43     | 149    | 58     | 55     | 36     |
| E. Caneschi  | 24        | 162       | 105       | 35        | 22        | 1            | 5            | 5            | 0            | 0            | 0                   | 0                   | 0                   | 0                   | 0                   | 8                | 43               | 29               | 9                | 5                | 33     | 210    | 139    | 44     | 27     |
| B. Dias      | 13        | 5         | 1         | 2         | 2         | 0            | 0            | 0            | 0            | 0            | 0                   | 0                   | 0                   | 0                   | 0                   | 2                | 0                | 0                | 0                | 0                | 15     | 5      | 1      | 2      | 2      |
| F. Gironi    | 30        | 109       | 81        | 11        | 17        | 1            | 18           | 16           | 0            | 2            | 1                   | 7                   | 6                   | 1                   | 0                   | 7                | 34               | 28               | 3                | 3                | 39     | 168    | 131    | 15     | 22     |
| N. Hoffer    | 5         | 1         | 0         | 1         | 0         | -            | -            | -            | -            | -            | 0                   | 0                   | 0                   | 0                   | 0                   | 2                | 0                | 0                | 0                | 0                | 7      | 1      | 0      | 1      | 0      |
| Y. Leal      | 22        | 291       | 256       | 20        | 15        | -            | -            | -            | -            | -            | 1                   | 3                   | 3                   | 0                   | 0                   | 5                | 61               | 52               | 6                | 3                | 28     | 355    | 311    | 26     | 18     |
| R. Lucarelli | 33        | 461       | 389       | 32        | 40        | 1            | 23           | 22           | 0            | 1            | 1                   | 7                   | 7                   | 0                   | 0                   | 8                | 111              | 105              | 2                | 4                | 43     | 602    | 523    | 34     | 45     |
| F. Recine    | 30        | 240       | 190       | 30        | 20        | 1            | 14           | 11           | 3            | 0            | 1                   | 5                   | 5                   | 0                   | 0                   | 7                | 37               | 30               | 6                | 1                | 39     | 296    | 236    | 39     | 21     |
| F. Ricci     | 14        | 68        | 54        | 13        | 1         | 0            | 0            | 0            | 0            | 0            | 1                   | 2                   | 2                   | 0                   | 0                   | 1                | 2                | 2                | 0                | 0                | 16     | 72     | 58     | 13     | 1      |
| Y. Romanò    | 27        | 387       | 318       | 21        | 48        | 1            | 1            | 1            | 0            | 0            | 1                   | 3                   | 3                   | 0                   | 0                   | 6                | 76               | 60               | 5                | 11               | 35     | 467    | 382    | 26     | 59     |
| L. Scanferla | 32        | 0         | 0         | 0         | 0         | 1            | 0            | 0            | 0            | 0            | 1                   | 0                   | 0                   | 0                   | 0                   | 8                | 0                | 0                | 0                | 0                | 42     | 0      | 0      | 0      | 0      |
| R. Simón     | 33        | 341       | 213       | 86        | 42        | 1            | 11           | 7            | 3            | 1            | 1                   | 13                  | 9                   | 1                   | 3                   | 8                | 70               | 44               | 19               | 7                | 43     | 435    | 273    | 109    | 53     |

P = presenze; PT = punti totali; AV = attacchi vincenti; MV = muri vincenti; BV = battute vincenti